# Costesia
Costesia là một chi rêu trong họ Gigaspermaceae.